# Inge Harst
Inge Müser née Harst (Rodenberg, Duitsland, 9 juni 1940) is een voormalig professioneel tafeltennisser die uitkwam voor West-Duitsland.
In 1961 trouwde Müser met de tafeltennisster Heinz Harst. Een jaar later won ze vier medailles op de Europese kampioenschappen in West-Berlijn.

## Belangrijkste resultaten
- Goud in het gemengd dubbelspel op de Europese kampioenschappen 1962 met Hans Alsér.
- Goud met het team op de Europese kampioenschappen 1962.
- Zilver in het vrouwen dubbelspel op de Europese kampioenschappen 1962 met Ágnes Simon.
- Brons in het enkelspel op de Europese kampioenschappen 1962.